# Neal Smith
Neal Smith (Akron, Ohio, 23 de septiembre de 1947) es un baterista estadounidense de rock.

## Biografía
Smith fue un miembro fundador de la banda The Spiders, que luego sería la banda original de Alice Cooper. Fue miembro de la misma desde 1967 a 1974, cuando el vocalista comienza su carrera solista conservando el nombre. Smith ha grabado también con Buck Dharma, de Blue Öyster Cult (Flat Out, 1982), Plasmatics (Beyond the Valley of 1984, 1984), y Deadringer (Electrocuxion of the Heart, 1989). Entre los músicos con los que ha tocado, se encuentran Bruce Cameron, Jack Bruce, Buddy Miles, Billy Cox, Mitch Mitchell, Harvy Dalton Arnold y Ken Hensley, además de un proyecto de rock industrial llamado Killsmith.

## Álbumes
Con Alice Cooper
- Pretties For You
- Easy Action
- Love It to Death
- Killer
- School's Out
- Billion Dollar Babies

Solista
- Platinum God
- KillSmith/Sexual Savior
- KillSmith Two
- KillSmith & The Greenfire Empire